# Fissidens hampeanus
Fissidens hampeanus är en bladmossart som beskrevs av Bescherelle och Geheeb 1901. Fissidens hampeanus ingår i släktet fickmossor, och familjen Fissidentaceae. Inga underarter finns listade i Catalogue of Life.